# Kanton Agen-Ouest
Kanton Agen-Ouest (francouzsky Canton d'Agen-Ouest) je francouzský kanton v departementu Lot-et-Garonne v regionu Akvitánie. Tvoří ho dvě obce.

## Obce kantonu
- Agen (západní část)
- Le Passage